# Franciszek Pius Radziwiłł
Franciszek Pius Radziwiłł h. Trąby (ur. 1 lutego 1878 w Rzymie, zm. 1 grudnia 1944 w Głogówku) – polski arystokrata i polityk.

## Życiorys
Urodził się w rodzinie Macieja Józefa Konstantego ks. Radziwiłła h. Trąby (1842–1907) i Jadwigi hr. z Korwin-Krasińskich h. Ślepowron (1842–1913), brat Macieja Mikołaja.
Studia odbył w Szwajcarii. Działacz polityczny. W odpowiedzi na deklarację wodza naczelnego armii Imperium Rosyjskiego wielkiego księcia Mikołaja Mikołajewicza z 14 sierpnia 1914 roku, obok 68 innych sygnatariuszy, podpisał telegram dziękczynny, głoszący m.in., że krew synów Polski, przelana łącznie z krwią synów Rosyi w walce ze wspólnym wrogiem, stanie się największą rękojmią nowego życia w pokoju i przyjaźni dwóch narodów słowiańskich. Od roku 1915 naczelnik Milicji Miejskiej w Warszawie, od 1917 członek Tymczasowej Rady Stanu. Od 22 marca 1918 roku dyrektor Komisji Wojskowej przy Radzie Stanu Królestwa Polskiego.
Wraz z inż. Piotrem Bergmanem 24 maja 1929 roku założył Spółkę Akcyjną pod nazwą „Polskie Fabryki Kabli i Walcowni Miedzi” w Ożarowie Mazowieckim.
Zmarł na zamku w Głogówku (Oberglogau), gdzie w czasie II wojny światowej mieszkał u swojej siostry Doroty, zamężnej od 1895 roku za Hansem Georgiem von Oppersdorff.
Od 1 września 1908 roku żonaty z Zofią hr. z Wodzickich h. Leliwa (1886–1975). Małżeństwo miało troje dzieci: Władysława Alojzego Macieja (1909–1963), Marię Anielę Albertinę (1910–1980) i Franciszka Dominika (1912–1982).

## Ordery i odznaczenia
- Krzyż Komandorski Orderu Odrodzenia Polski (27 listopada 1929)[4]
- Złoty Krzyż Zasługi (20 września 1925)[5]